# PLANEX TRADE.COM
株式会社PLANEX TRADE.COM (英語: PLANEX TRADE.COM Co., Ltd.) は、かつて存在した外国為替証拠金取引 (FX) 等を手掛けた金融会社（関東財務局長（金商）第2512号）。旧商号は株式会社外為ジャパンおよび株式会社MJ。

## 沿革
- 1971年11月 - 会社設立[1]
- 2003年
  - 6月 - 金融先物取引業（外国為替証拠金取引 (FX) 受託）を開始
  - 8月 - 本社を名古屋市千種区へ移転し、株式会社MJへ商号を変更[1]
- 2004年
  - 6月 - ホームページ開設
  - 7月 - オンライン店頭FXをスタート
  - 10月 - 第三者割当増資実施 （資本金5000万円）
- 2005年
  - 6月 - 取引手数料を完全無料化
  - 7月 - 第三者割当増資実施 （資本金9000万円）
  - 10月 - 東京支店開設（神奈川県横浜市）
- 2006年
  - 2月 - 金融先物取引業登録[2]
  - 3月 - 社団法人金融先物取引業協会加入（会員番号1532）
  - 5月 - 東京支店移転（東京都港区）
  - 11月 - 本社を名古屋市中区へ移転
- 2007年
  - 1月 - 第三者割当増資実施 （資本金1億5700万円）
  - 3月 - 個人向け店頭FX「Spot Board」提供開始。 新銀行東京による信託保全サービス開始
  - 6月 - 第三者割当増資実施 （資本金5億6500万円）
  - 7月 - 第三者割当増資実施 （資本金7億6500万円）。プラネックスコミュニケーションズの連結子会社となる
  - 9月 - 金融商品取引法施行に伴い、第一種金融商品取引業登録申請[3]
- 2008年
  - 8月 - 東京支店設立
  - 12月 - 増資実施 （資本金9億8,000万円）
- 2009年1月 - 信託保全サービス先を新銀行東京からDB信託へ移行
- 2010年
  - 4月 - 両替.com 外貨両替取引事業の開始
  - 6月 - 三井住友銀行と業務提携し、外貨宅配サービス開始（両替.com）
  - 9月 - 信託保全サービス先をDB信託から日証金信託銀行へ移行[4]
- 2011年
  - 2月 - 本社を東京都渋谷区へ移転、および登録番号の変更[5][6]
  - 4月 - 株式会社外為ジャパンに社名変更[7]
  - 8月 - 社団法人日本商品先物取引協会加入
  - 9月 - FX取引における信託保全先にみずほ信託銀行を追加
  - 9月12日 - 差金決済取引 (CFD) の取扱開始[8]。
- 2012年
  - 3月 - 本社を東京都渋谷区恵比寿西に移転
  - 5月 - 本社を東京都渋谷区恵比寿1丁目に移転
  - 9月 - FX事業を吸収分割によりDMM.com証券に譲渡[9][10]
  - 9月1日 - PLANEX TRADE.com株式会社へ商号を変更[11]
  - 10月 - CFD事業をDMM.com証券に譲渡[9]
- 2014年10月 - ゲインキャピタル・ジャパン株式会社へオンラインFX取引事業を譲渡[12]
- 2015年1月1日 - プラネックスホールディングに吸収合併[13]

## カバー先 （カウンターパーティ）
| - ドイツ銀行 - ゴールドマン・サックス証券 - バークレイズ銀行 - シティバンク、エヌ・エイ - コメルツ銀行 - FXCMジャパン証券 - G.K.Goh Financial Services (S) Pte Ltd | - サクソ銀行 - クレディ・スイス銀行 - セントラル短資FX株式会社 - モルガン・スタンレー・アンド・カンパニー・インターナショナル・ピーエルシー - ソシエテジェネラル銀行 |

## その他
- 株式会社MJの時代に、システム障害や特定の顧客への利益供与などで、証券取引等監視委員会より行政処分を求める勧告が行われ[14]、2009年10月に東海財務局から行政処分（業務停止命令・業務改善命令）を受けた[15]。